# Micropterix garganoensis
Micropterix garganoensis (лат.) — вид чешуекрылых из примитивного семейства первичных зубатых молей (Micropterigidae).
Встречаются в Южной Европе в изолированном горном массиве Монте-Гаргано на полуострове Гаргано («шпоре итальянского сапога») в Италии (в провинции Фоджа области Апулия). Мелкие молевидные чешуекрылые (около 6 мм). От близких видов отличается боковым выростом тегумена с расширенными щетинками на цоколях и булавовидным кукуллусом. Вид был впервые описан в 1960 году английским лепидоптерологом Джоном Хитом (1922—1987; John Heath, Institute of Terrestrial Ecology, Monks Wood Experimental Station, Abbots Ripton Huntington England, Великобритания), Монте-Гаргано).